# Connie Darnowski
Connie Darnowski (eigentlich Constance Stella Darnowski; * 10. Dezember 1934 in Brooklyn; † 2. August 2023) war eine US-amerikanische Hürdenläuferin.
Über 80 m Hürden schied sie bei den Olympischen Spielen 1952 in Helsinki im Vorlauf aus und wurde Sechste bei den Panamerikanischen Spielen 1955 in Mexiko-Stadt. 1956 kam sie bei den Olympischen Spielen in Melbourne erneut nicht über die erste Runde hinaus.
1952 und 1954 wurde sie US-Meisterin über 80 m Hürden und 1956 US-Hallenmeisterin über 70 Yards Hürden. Ihre persönliche Bestzeit über 80 m Hürden von 11,6 s stellte sie 1956 auf.